# 乃夫殿
乃夫殿（のふどの、生没年不詳）は、戦国時代の女性。織田信秀の十一女。織田信長の妹。津田元秀に嫁いだとされているが、『寛政重修諸家譜』では「乃不九郎某に嫁す」とあり、これが津田九郎左衛門である元秀（元嘉）のことかは不明である。なお、この女性は野夫殿とも称されるが、野夫は現在の愛知県一宮市開明に当たり、元秀が野夫城（現在の一宮市立開明小学校のあたり）の城主だったことが推測される。乃夫殿の生没年や墓所は不明である。